# Acetato di cellulosa
L'acetato di cellulosa (abbreviazione CA, anche acetato di cellulosa, precedentemente acetilcellulosa) è un nome collettivo per gli esteri dell'acido acetico della cellulosa. Applicando acido acetico glaciale e anidride acetica alla cellulosa (solitamente linter di cellulosa o cotone) in presenza di catalizzatori (acido solforico o cloruro di zinco), deve essere prima prodotto il triacetato di cellulosa (abbreviazione CTA), il cosiddetto acetato primario, in cui sono esterificati i tre gruppi idrossilici per elemento costitutivo del glucosio. Ciò è necessario perché l'esterificazione parziale porta direttamente solo a miscele di cellulosa non acetilata e completamente. Tuttavia, poiché il triacetato di cellulosa è sfavorevole per la maggior parte delle applicazioni a causa della sua solubilità limitata e della scarsa compatibilità con i plastificanti, la saponificazione parziale del triacetato di cellulosa viene effettuata aggiungendo acqua, per cui il contenuto di acido acetico dal 41 al 62,5% nell'estere può essere regolato a seconda dalla temperatura e dal tempo di esposizione. Si ottengono così diversi tipi di acetati secondari (ad esempio 2½-acetato e diacetato). A seconda del grado di esterificazione cambia la viscosità dei tipi di acetato di cellulosa (maggiore è il grado di esterificazione, maggiore è la viscosità), il che significa che è possibile ottenere un'ampia gamma di proprietà e quindi una gamma di prodotti. Si va dalle pellicole isolanti elettriche, alle fibre per scopi tessili e ai cavi in fibra per filtri di sigarette fino agli additivi a bassa viscosità per adesivi e ausiliari tessili.
L'acetato di cellulosa è uno dei materiali termoplastici più antichi e, come derivato della sostanza naturale cellulosa, è considerato una delle plastiche a base biologica, che in precedenza venivano chiamate anche fibre semisintetiche nella loro forma di fibra.

## Storia
Il periodo che va dalla prima presentazione alla prima produzione e applicazione su larga scala va dal 1865 fino all'inizio/metà degli anni '20 del secolo XX circa.
Nel 1865 Paul Schützenberger produsse per la prima volta acetato di cellulosa riscaldando la cellulosa sotto forma di fibre di cotone con anidride acetica in un tubo di vetro chiuso a una temperatura compresa tra 130 °C e 140 °C finché non si dissolse completamente. Dopo precipitazione con acqua, lavaggio ed asciugatura, ottenne una polvere amorfa bianca insolubile in acqua ma solubile in alcool e acido acetico concentrato.
Nel 1879, il processo dell'acetato fu ulteriormente sviluppato da Antoine Paul Nicolas Franchimont, il quale scoprì che l'acetilazione della cellulosa era catalizzata dall'acido solforico o dal cloruro di zinco. [10]
Nel 1894, la domanda del brevetto britannico n. 9676 di Charles Frederick Cross e Edward John Bevan [11] segnò l'inizio di un nuovo periodo di sviluppo, poiché questo brevetto segnò la prima menzione del valore industriale e dell'applicazione tecnica dell'acetato di cellulosa.  Nel processo descritto, l'idrato di cellulosa e il cloruro di acetile furono riscaldati in presenza di un catalizzatore (cloruro di zinco) e, per la prima volta, furono ottenute quantità maggiori di acetato di cellulosa, che era solubile in cloroformio. Facendo evaporare il solvente è stato possibile ottenere membrane coerenti, motivo per cui gli inventori hanno suggerito l'acetato di cellulosa come sostituto del collodio in farmacia e chirurgia. [13] I brevetti furono acquisiti dal principe Guido Henckel von Donnersmarck e ampliati con i suoi brevetti [14] [15], così che sulla base di essi nella fabbrica del principe Guido Donnersmarck di seta artificiale e acetato lavora a Sydowsaue vicino a Stettino (oggi Szczecin- Żydowce, Polonia) il primo acetato di cellulosa poté essere prodotto in una fabbrica nel 1898. La prima seta di acetato di cellulosa, anche se non commerciabile, fu successivamente prodotta lì in un impianto di prova dopo che il principe Donnersmarck acquisì ulteriori brevetti da Mork, Little e Walker. [16]
Tra il 1899 e il 1901 Leonhard Lederer depositò i brevetti che crearono anche le basi per la produzione industriale dell'acetato di cellulosa, anche se doveva ancora essere utilizzata la cellulosa idrata, il che rimaneva problematico. [10] Tuttavia, utilizzando anidride acetica e acido solforico, era possibile una temperatura di reazione significativamente più bassa rispetto ai processi precedenti.
Nel 1901 iniziò un gruppo di ricerca delle fabbriche di vernici. La Friedrich Bayer & Co, Elberfeld (oggi distretto di Wuppertal), sotto la direzione di Arthur Eichengrün, sviluppa un processo per la produzione di acetilcellulosa di alta qualità. Per la prima volta è stato possibile produrre triacetato di cellulosa a partire dalla cellulosa normale, cioè senza la precedente fase del processo di idratazione.  Questo acetato di cellulosa era facilmente solubile in cloroformio ma meno solubile in acetone.  Tuttavia, la produzione semplificata del triacetato di cellulosa non soddisfò le aspettative, tanto che dopo anni di tentativi, dal 1911 circa non ebbe luogo alcuna produzione, nemmeno su base sperimentale, basata su questo concetto di processo.
Nel 1904 l'americano George Wellington Miles registrò un brevetto negli USA e nel 1905 in Europa, in cui veniva descritta la produzione di un acetato di cellulosa solubile in acetone. Tuttavia, non fu in grado di eseguire il processo su larga scala e l’acetato prodotto era inferiore a causa della grave degradazione delle fibre di cellulosa. [24] Nel 1904 anche BASF divenne attiva in questo settore.  Nel 1902, prima che i brevetti di Miles diventassero noti, i chimici Eichengrün e Becker della Bayer erano già riusciti a produrre un'acetilcellulosa tecnicamente utilizzabile, solubile in acetone, non fragile e stabile allo stoccaggio.  Dopo anni di contenzioso, Miles vendette il suo brevetto tedesco alla Farbenfabriken vorm. Friedr. Bayer & Co, la cui domanda di brevetto su questo argomento è stata infine fusa con questo brevetto. [29] Il prodotto riconosciuto dagli inventori come idroacetato di cellulosa era precedentemente utilizzato dai colorifici. La Friedrich Bayer & Co. lo produsse negli anni successivi con il marchio Cellit e lo utilizzò per formulare composti di rivestimento per aerei e dirigibili, ma anche per la produzione di supporti di rivestimento per una pellicola di sicurezza e acetato di seta. La seta acetata fu prodotta per la prima volta nella fabbrica di seta artificiale Jülich nel 1907 dopo che fu concessa la licenza per il processo di filatura a secco sviluppato e brevettato dal gruppo di ricerca di Eichengrün nel 1904. Tuttavia la sua importanza rimase bassa perché questa seta acetata non poteva essere tinta con i coloranti precedentemente conosciuti e fu solo con l'invenzione dei coloranti dispersi da parte di René Clavel nel 1920 che l'uso più ampio della seta acetata fu reso possibile.  Nel primo decennio del XX secolo, anche la produzione di pellicole cinematografiche basate sull'acetato di cellulosa ignifugo, che Eichengrün promosse nel suo lavoro come capo della fabbrica fotografica della Bayer a Düsseldorf, acquistò poca importanza, come lo era nel a differenza delle pellicole più facilmente infiammabili a base di nitrocellulosa dell'epoca, erano meccanicamente meno durevoli, più costose e più difficili da attaccare. L'introduzione di queste pellicole di sicurezza sul mercato è iniziata gradualmente solo dopo la prima guerra mondiale e in modo completo solo dopo la seconda guerra mondiale.
Nel 1910-1911, nonostante alcuni fallimenti di questo tipo, iniziò il periodo di crescente produzione industriale di vari prodotti a base di acetato di cellulosa. In Germania il lavoro di ricerca e sviluppo di Eichengrün, svolto dal 1909 nel proprio laboratorio a Berlino, ha continuato a svolgere un ruolo in questo. Ha sviluppato ad es. B. un processo che ha permesso di produrre un prodotto simile alla celluloide a base di acetato di cellulosa. La Rheinisch-Westfälische-Sprengstoff AG, Troisdorf, produsse su licenza dal 1911 il Cellon in plastica, trasparente, non infiammabile e privo di schegge. Questo Cellon veniva utilizzato per maschere antigas e occhiali da aviatore, ma anche per vetri di finestre nella costruzione di barche, automobili, dirigibili e aerei. Inoltre, la produzione di vernici all'acetato di cellulosa basate sulle invenzioni di Eichengrün divenne molto importante per lo sviluppo dell'industria aeronautica e dei dirigibili, dove furono utilizzate per rivestire i tessuti di lino e cotone usati come rivestimenti. Sono stati prodotti su licenza dalla società berlinese Dr. Quittner Co. Lui stesso produceva prodotti nella sua azienda berlinese “Cellon-Werke Dr. Arthur Eichengrün”, uscito nel 1919 dal suo laboratorio a Cellon, utilizzò soprattutto vernici di acetato di cellulosa per scopi isolanti nell'ingegneria elettrica. [34] Di grande importanza per l'ampliamento dei campi di applicazione dell'acetato di cellulosa fu anche il primo composto per stampaggio a iniezione tecnicamente utilizzabile basato su questo, sviluppato da Eichengrün nel 1919, che e i prodotti da esso realizzati divennero successivamente noti con il marchio Lonarit. Nel 1921 il mastro meccanico berlinese Hermann Buchholz, in collaborazione con Eichengrün, costruì la prima macchina per lo stampaggio a iniezione adatta alla produzione in serie di composti per stampaggio di materie plastiche, che inizialmente veniva utilizzata principalmente per produrre piccoli articoli di serie come i formatori di bobine per l'industria elettrica.
I fratelli svizzeri Camille e Henri (Henry) Dreyfus hanno avuto un influsso significativo sullo sviluppo della produzione di acetato di cellulosa e di un'ampia gamma di prodotti a base di acetato di cellulosa, concentrando il loro lavoro di ricerca e sviluppo su questo settore a partire dal 1908 e registrando un gran numero di i brevetti per la tecnologia erano di grande importanza nella produzione di acetato di cellulosa. Hanno presentato ad es. B. rappresenta il collegamento fondamentale tra alta viscosità, elevata resistenza alla trazione ed elasticità dell'acetato di cellulosa. [36] Alla fine del 1912, i fratelli Dreyfus, con il supporto dell'imprenditore Alexander Clavel-Respinger, fondarono la società Cellonit Dreyfus & Co a Basilea, che produce pellicole e vernici di rivestimento Base di acetato di cellulosa, ma vengono prodotte anche le prime quantità di acetato di seta. Per soddisfare la grande richiesta di vernici all'acetato per l'industria aeronautica, il governo britannico, con l'aiuto dei fratelli Dreyfus, fondò nel 1916 la British Cellulose and Chemical Manufacturing Co. a Spondon, in Gran Bretagna. Per poter continuare a utilizzare gli impianti di produzione ad alta intensità di capitale dopo la fine della prima guerra mondiale e il conseguente forte calo della domanda di vernici per aerei, i fratelli Dreyfus si concentrarono nuovamente sulla produzione sperimentale di acetato di seta. L'esperimento ha avuto successo perché sono riusciti a utilizzare un processo di assorbimento migliorato per consentire il recupero quasi completo dei solventi prodotti durante la produzione e quindi ridurre significativamente i costi di produzione. Allo stesso tempo furono aiutati dal fatto che lo svizzero René Clavel aveva scoperto nel 1920 un nuovo processo di tintura per l’acetato di cellulosa. [37] I fratelli Dreyfus sono quindi considerati anche i “padri” dell’acetato di seta. [38] Dal 1921 in poi, nello stabilimento di Spondon dell'azienda, ora ribattezzata British Celanese, Ltd., venivano prodotti circa 500 kg di seta acetata al giorno. È arrivato sul mercato con il nome commerciale Celanese. Nello stesso anno la produzione giornaliera raddoppiò e aumentò costantemente. Nel 1922 iniziò la produzione su larga scala della seta acetata Celanese negli Stati Uniti e successivamente nelle fabbriche in Europa. [39] In Germania, la AcetA GmbH [40] venne fondata dalla IG Farben e dagli stabilimenti United Glanzstoff il 15 settembre 1925 per la produzione di fibre di acetato di cellulosa. Nel 1927 nello stabilimento ampliato di Berlino-Lichtenberg iniziò la produzione con il processo dell'acetato. [41] A metà degli anni '20 fu completata con successo l'introduzione della produzione in aree chiave di applicazione dell'acetato di cellulosa bioplastica.

## Produzione
Ad oggi non esiste alcun processo per la produzione diretta di acetati di cellulosa secondari. Viene quindi utilizzata una sintesi a due stadi, poiché i tentativi di esterificare parzialmente la cellulosa producono solo una miscela di cellulosa non completamente acetilata. La cellulosa viene prima sempre completamente convertita in triacetato di cellulosa e poi tramite idrolisi in acetati di cellulosa con basso grado di esterificazione.
La produzione è suddivisa nelle seguenti fasi del processo, solitamente collegate da un flusso diretto di materiale: [42] [43] [44]
Lavorazione meccanica della pasta: La pasta, che solitamente viene fornita sotto forma di rotoli o piastre, viene lavorata utilizzando diversi tipi di trituratori come: B. mulino a martelli e raffinatore a dischi fibrillati, con la successiva disposizione di entrambi i tipi di trituratore con conseguente risoluzione ottimale.
Pretrattamento chimico: la cellulosa fibrillata viene trattata con acido acetico (se necessario anche con l'aggiunta di piccole quantità di acido solforico) con agitazione moderata a una temperatura compresa tra 25 °C e 50 °C per circa 1 ora, che provoca evaporazione e condensazione continue di l'acido acetico negli spazi in cui arrivano le particelle di fibra. Ciò provoca il rigonfiamento delle particelle di cellulosa, facilitando la diffusione delle particelle di solvente in queste particelle durante la successiva fase del processo. Oltre a questo pretrattamento a vapore di acido acetico, è previsto anche un pretrattamento allo stato di polpa sottile. La polpa viene aggiunta a grandi quantità di acqua o acido acetico diluito e agitata intensamente. Attraverso le fasi successive del processo, come la pressatura o la centrifugazione, la concentrazione di cellulosa nella pasta continua ad aumentare. Allo stesso tempo, l'acido acetico viene aggiunto in concentrazioni sempre più elevate. Il vantaggio di questo processo è che si risparmia nella triturazione perché gli strati di polpa possono essere aggiunti direttamente nel serbatoio di agitazione.
Acetilazione della cellulosa: nella produzione commerciale di acetati di cellulosa, per l'acetilazione vengono solitamente utilizzati il processo con acido acetico glaciale o il processo con cloruro di metilene.
Nel processo con acido acetico glaciale, la massa di cellulosa pretrattata viene fatta reagire in una miscela di acetilazione costituita dal solvente acido acetico glaciale con un eccesso di anidride acetica, che funge da agente esterificante, e con acido solforico come catalizzatore con un'intensa miscelazione meccanica. Questa reazione è altamente esotermica e pertanto richiede un raffreddamento intenso dei contenitori di reazione. Il processo di esterificazione viene terminato aggiungendo acqua quando dall'impasto fibroso si è formata una miscela di reazione limpida e altamente viscosa. Questa soluzione (dope) deve essere priva di gel e avere la viscosità desiderata.
Nel processo del cloruro di metilene, il cloruro di metilene viene utilizzato come solvente al posto dell'acido acetico glaciale nella miscela di acetilazione. Poiché il cloruro di metilene bassobollente può essere facilmente rimosso mediante distillazione, il controllo del processo è possibile in modo molto efficace anche con soluzioni ad alta viscosità. Anche a basse temperature riesce a sciogliere molto bene il triacetato di cellulosa. Come catalizzatore viene utilizzata una piccola quantità di acido solforico, ma spesso anche di acido perclorico. Tuttavia, l'acido acetico si forma solitamente come sottoprodotto della reazione, per cui il solvente è in definitiva una miscela di cloruro di metilene, anidride acetica e acido acetico.
Un processo eterogeneo molto raro è il processo dell'acetato di fibra, che viene utilizzato solo per produrre triacetato di cellulosa come prodotto finale. La cellulosa viene sospesa in un non solvente (come il benzene) ed esterificata con anidride acetica in presenza di acido perclorico come catalizzatore.
Saponificazione parziale (idrolisi): Per ottenere i tipi desiderati di acetato di cellulosa secondario, il triacetato di cellulosa ottenuto viene saponificato. A questo scopo, la soluzione di triacetato viene saponificata in presenza di un catalizzatore acido (solitamente acido solforico) aggiungendo acqua sotto agitazione e riscaldando solitamente a una temperatura compresa tra 60 e 80 °C. Il processo di idrolisi è controllato tramite la concentrazione di acido solforico, la quantità di acqua e la temperatura in modo da ottenere la scomposizione molecolare desiderata. Il processo di idrolisi viene quindi interrotto aggiungendo sali (ad esempio acetato di sodio o magnesio) che neutralizzano il catalizzatore acido. La durata del processo di idrolisi dipende dal livello dei parametri di impostazione.
Precipitazione dell'acetato di cellulosa: Quando si precipita l'acetato di cellulosa dalla soluzione di reazione utilizzando acido acetico diluito, è importante ottenere scaglie di acetato di cellulosa uniformi e facilmente lavabili. Prima della precipitazione, l'eventuale cloruro di metilene presente deve essere completamente distillato. Successivamente si recupera l'acido acetico.
Lavaggio, essiccazione e miscelazione delle scaglie: L'acido acetico deve essere rimosso dalle scaglie fino alle più piccole tracce mediante un lavaggio intensivo, che di solito viene effettuato utilizzando il principio in controcorrente, altrimenti si verificheranno danni ("carbonizzazione") durante il processo di essiccazione. Dopo aver spremuto il liquido di lavaggio, le scaglie vengono essiccate fino a circa il 2-5% di umidità residua in un essiccatore a nastro trasportatore attraverso il quale scorre aria calda. Per la successiva produzione di composti termoplastici per stampaggio di altissima qualità, termicamente stabili, di colore chiaro e stabile al colore, le scaglie di acetato di cellulosa vengono sbiancate e stabilizzate in modo speciale in fasi di processo aggiuntive prima dell'essiccazione finale per ridurre al minimo la degradazione termica e lo scolorimento. Prima che le scaglie di acetato di cellulosa vengano poste in un contenitore di raccolta dal quale vengono trasportate ad appositi impianti di lavorazione, le scaglie vengono miscelate in modo accuratamente controllato. Questo ha lo scopo di compensare le deviazioni negli acetati di cellulosa provenienti da diversi lotti di produzione.
Per molti ulteriori processi di lavorazione, le scaglie vengono solitamente prima macinate in polveri fini. Per utilizzare l'acetato di cellulosa nei processi di lavorazione termoplastici come B. Per poter utilizzare lo stampaggio a iniezione, la polvere deve essere miscelata anche con plastificanti adatti e altri additivi, come ad es. B. gli additivi funzionali per la stabilizzazione termica, climatica, UV e IR [45] possono essere miscelati. Le miscele possono essere adattate alle corrispondenti esigenze di lavorazione successiva. Il composto, che viene rifinito mediante fusione, viene utilizzato per produrre granuli che possono essere consegnati ai trasformatori di materie plastiche.

## Proprietà
L'acetato di cellulosa con i soliti gradi di sostituzione è solubile in acetone, mentre l'acetato primario non lo è. A differenza delle fibre di pura cellulosa come cotone, viscosa e lyocell, può essere lavorata mediante filatura a fusione. È trasparente, ignifugo e facile da colorare. La fibra ha una sezione trasversale lobata (che consente al tessuto di seta acetato che ne deriva di intrappolare l'aria e favorire l'isolamento termico [46]), presentando quindi linee longitudinali e avendo una lucentezza simile alla seta. L'acetato di cellulosa può essere formato termoplasticamente a una temperatura compresa tra 180 e 200 °C. A temperature superiori a 85 °C la lucentezza setosa ne risente.
A 10–16 cN/tex, la resistenza a secco dell'acetato di cellulosa è inferiore a quella della viscosa o del cupro. La resistenza all'umido è circa il 65-75% della resistenza a secco. La fibra di acetato di cellulosa è estensibile di circa il 30%. Dato che anche l'elasticità reversibile è relativamente elevata, i tessuti in acetato di cellulosa tendono meno a sgualcirsi rispetto ad es. B. Viscosa.
L'assorbimento di umidità dell'acetato di cellulosa è piuttosto basso, intorno al 6%. La fibra si gonfia poco e si asciuga rapidamente. A causa del basso assorbimento di umidità, i tessuti in acetato di cellulosa tendono a caricarsi elettrostaticamente, sebbene la plastica stessa abbia poca tendenza a caricarsi.
Le fibre bruciano con una fiamma leggermente bluastra e formano goccioline.

## Utilizzo
L'acetato di cellulosa viene trasformato principalmente in fibre tessili e tessuti. I tessuti realizzati in fibra di acetato di cellulosa, una forma di seta artificiale, sembrano molto simili alla seta naturale e sono quasi altrettanto morbidi al tatto. Sono generalmente resistenti alle rughe e facili da curare. A causa del suo basso rigonfiamento e assorbimento d'acqua, il tessuto è adatto per impermeabili e ombrelli. Se ne ricavano anche camicette, camicie, abiti, fodere, cravatte e biancheria intima da donna.
Nell'ottica oftalmica l'acetato di cellulosa viene utilizzato per le montature degli occhiali. Grazie alle sue proprietà termoplastiche, può essere facilmente regolato.
Le pellicole in acetato di cellulosa – qui note anche come triacetato o pellicola TAC – vengono utilizzate negli strati ottici degli schermi piatti dei computer, dei display dei telefoni cellulari e di altri display LC. Nella maggior parte dei casi, anche il rivestimento delle estremità dei lacci è realizzato in acetato di cellulosa.
Grazie alla sua resistenza agli urti, l'acetato di cellulosa svolge da decenni un ruolo importante nei manici dei cacciaviti nell'industria degli utensili, anche se negli ultimi anni altri materiali come polipropilene, poliammide ed elastomeri termoplastici hanno sostituito sempre più l'acetato di cellulosa.
L'acetato di cellulosa funge anche da dielettrico nei condensatori con vernice metallica.
Dagli anni 1910, il triacetato di cellulosa ha gradualmente sostituito la celluloide come supporto per i film su pellicola perché è difficilmente infiammabile rispetto al nitrato di cellulosa. Inizialmente, il materiale venne usato per i formati cinematografici amatoriali, nello specifico da 9,5 e 16 mm. Fino a pochi anni fa le pellicole con base stratificata in acetilcellulosa venivano chiamate pellicole di sicurezza. Oggi, la più grande applicazione della fibra di acetato di cellulosa è nella produzione di filtri per sigarette.

## Etichettatura
Per la legge dell'etichettatura tessile la definizione è Acetato e la sigla AC.